# バチャナ・ホラヴァ
バチャナ・ホラヴァ（グルジア語: ბაჩანა ხორავა、グルジア語ラテン翻字: Bachana Khorava、1993年3月15日 – ）は、ジョージアの陸上競技選手。専門は走幅跳。
彼の初期の経歴は主に短距離走であった。彼は2015年ヨーロッパ競技大会団体戦（ヨーロッパの陸上競技団体戦3部リーグ）にて走幅跳種目で1位を獲得、2015年ヨーロッパU23陸上競技選手権大会にて銅メダルを獲得。2016年リオデジャネイロオリンピックにはジョージア代表として出場し、走幅跳で19位の成績を収めた。

彼の走幅跳の自己ベストは、2016年にマルサで記録した屋外8.02メートル（追い風1メートル毎秒）と、同じく2016年にトビリシで記録した屋内8.25メートルである。これらの記録は、2018年現在のジョージア国内記録である。

## 国際大会成績
| 年             | 大会                 | 会場                          | 結果           | 種目           | 補足           |
| ジョージア代表 | ジョージア代表       | ジョージア代表                | ジョージア代表 | ジョージア代表 | ジョージア代表 |
| -------------- | -------------------- | ----------------------------- | -------------- | -------------- | -------------- |
| 2009           | 世界ユース選手権     | ブレッサノーネ（ イタリア）   | 60位 (h)       | 100m           | 11秒34         |
| 2009           | 世界ユース選手権     | ブレッサノーネ（ イタリア）   | 40位 (h)       | 200m           | 22秒53         |
| 2013           | ヨーロッパU23選手権  | タンペレ（ フィンランド）     | 12位 (h)       | 4×400mリレー   | 3時間19分58秒  |
| 2015           | ヨーロッパ室内選手権 | プラハ（ チェコ）             | 15位 (q)       | 走幅跳         | 7m63           |
| 2015           | ヨーロッパU23選手権  | タリン（ エストニア）         | 3位            | 走幅跳         | 7m97           |
| 2016           | オリンピック         | リオデジャネイロ（ ブラジル） | 19位 (q)       | 走幅跳         | 7.77m          |